# Willem II van Gulik (graaf)
Willem II van Gulik (†1207), bijgenaamd de Grote, graaf van Gulik van 1176-1207, was de oudste zoon van graaf Willem I van Gulik.

## Geschiedenis
Hij was getrouwd met Alvaridis van Saffenberg, erfdochter van graaf Adelbert III (†1237), waardoor hij de rijkdom en het bezit van het graafschap Gulik aanzienlijk wist te vergroten. Alvaridis vader was de laatste graaf uit het adellijke geslacht von Nörvenich, ook graaf von Molbach genaamd, naar de burcht Maubach. Na zijn dood kwam het graafschap Nörvenich via zijn dochter aan Willem II van Gulik. Willem overleed zonder wettige erfzoon waardoor het eerste gravenhuis Gulik in 1207 uitstierf. 
Willem haalde de voogdij over Soest binnen, zette zich af tegen de aartsbisschoppen van Keulen en startte een Gulikse expansiepolitiek. Hij bouwde Nideggen uit tot een belangrijk steunpunt voor zijn heerschappij en won de voogdijen van Sint George en Sint Ursula in Keulen.
Willem duidde zijn neef Willem van Hengenbach, de zoon van zijn zuster Judith die gehuwd was met Everhard van Hengenbach (†1237), als zijn erfgenaam en opvolger. Deze is bekend als Willem III van Gulik. Met het overlijden van Everard zou het geslacht Hengenbach uit de lijn Heimbach uitsterven, waardoor het Heimbacher territorium samengevoegd werd met dat van Gulik, onder heerschappij van diens kleinzoon Willem IV van Gulik. 